# Morgan Paull
Morgan Paull (New York, 15 dicembre 1944 – Ashland, 17 luglio 2012) è stato un attore statunitense.
È noto soprattutto per il suo ruolo di Holden nel film cult di fantascienza Blade Runner (1982).

## Biografia
Frequenta la Culver Academy, nell'Indiana, e la Barter Theatre of Virginia, dove amplia e perfeziona le sue capacità recitative. Si trasferisce a New York per frequentare la New Dramatists e la Cherry Lane Theater. Debutta nel film Patton generale d'acciaio (1970) nel ruolo del Capitano Jenson, ottiene ruoli in altri classici come La stella di latta (1973), Norma Rae (1979)  e Gli ultimi giganti (1976), che alterna a svariate comparse in serial televisivi. Si ritirerà dalle scene nel 1998, per fondare un'agenzia talent-scout per attori e scrittori emergenti. È stato inoltre membro della Academy of Motion Picture Arts and Sciences.

## Vita privata
Ha trascorso la sua vita a Lake Arrowhead, nella San Bernardino National Forest nei pressi di Los Angeles.
Il 17 luglio 2012 muore ad Ashland all'età di 67 anni a seguito di un tumore allo stomaco.

## Filmografia

### Cinema
- Patton generale d'acciaio (Patton), regia di Franklin Schaffner (1970)
- L'uomo dinamite (Fools' Parade), regia di Andrew V. McLaglen (1971)
- La stella di latta (Cahill U.S. Marshal), regia di Andrew V. McLaglen (1973)
- Dirty O'Neil, regia di Leon Capetanos e Lewis Teague (1974)
- La Gemma indiana (Murph the Surf), regia di Marvin J. Chomsky (1975)
- Uccidete Mister Mitchell (Mitchell), regia di Andrew V. McLaglen (1975)
- Gli ultimi giganti (The Last Hard Men), regia di Andrew V. McLaglen (1976)
- Ultimi bagliori di un crepuscolo (Twilight's Last Gleaming), regia di Robert Aldrich (1976)
- Swarm (The Swarm), regia di Irwin Allen (1978)
- Norma Rae, regia di Martin Ritt (1979)
- La banda delle frittelle di mele colpisce ancora (The Apple Dumpling Gang Rides Again), regia di Vincent McEveety (1979)
- Dissolvenza in nero (Fade to Black), regia di Vernon Zimmerman (1980)
- Blade Runner, regia di Ridley Scott (1982)
- Vai col surf (Surf II), regia di Randall M. Badat (1984)
- Il macellaio (Out Cold), regia di Malcolm Mowbray (1989)
- Uncle Sam, regia di William Lustig (1996)

### Televisione
- F.B.I. (The F.B.I.) - serie TV, 2 episodi (1971-1972)
- Fireball Forward, regia di Marvin J. Chomsky - film TV (1972)
- Ironside - serie TV, 2 episodi (1972-1973)
- Squadra emergenza (Emergency!) - serie TV, un episodio (1973)
- Gunsmoke - serie TV, 2 episodi (1974-1975)
- Cannon - serie TV, un episodio (1975)
- Massacro a Kansas City (The Kansas City Massacre), regia di Dan Curtis - film TV (1975)
- Una famiglia americana (The Waltons) - serie TV, un episodio (1975)
- Poliziotto di quartiere (The Blue Knight) - serie TV, un episodio (1975)
- Kiss Me, Kill Me, regia di Michael O'Herlihy - film TV (1976)
- Uno sceriffo a New York (McCloud) - serie TV, un episodio (1977)
- La squadriglia delle pecore nere (Baa Baa Black Sheep) - serie TV, un episodio (1978)
- Kazinski (Kaz) - serie TV, un episodio (1978)
- The Fantastic Seven, regia di John Peyser - film TV (1979)
- Quincy (Quincy M.E.) - serie TV, 2 episodio (1979)
- Colorado (Centennial) - serie TV, un episodio (1979)
- Belle Starr, regia di John A. Alonzo - film TV (1980)
- Professione pericolo (The Fall Guy) - serie TV, un episodio (1983)